# Coxsone Dodd
Sir Coxsone Dodd, CD (* 26. Januar 1932 in Kingston als Clement Seymour Dodd; † 4. Mai 2004 ebenda) war ein bedeutender Musikproduzent, der großen Einfluss auf die Entwicklung des jamaikanischen Reggae hatte. Sein Studio One prägte die Musik Jamaikas vom Ska über den Rocksteady und Reggae bis zum Dancehall.

## Werdegang

### Erstes Auftreten als Sound-Man
Bereits sehr früh interessierte sich Dodd für Musik. Er gründete sein Sound-System Sir Coxsone Downbeat und trat Mitte der 1950er Jahre zum ersten Mal in Erscheinung, indem er -ihm von Gastarbeiten (Erntehelfer in den USA) mitgebrachten- rare Rhythm&Blues-Platten spielte. So spielte er Ende der 1950er Jahre eine Platte namens Later For The Gator, die sein ärgster Konkurrent Duke Reid auch nach mehrmaligen Besuchen der USA nicht auftreiben konnte. So wuchs das Ansehen Sir Coxsones in diesem von der Zuschauergunst abhängigen Tagesgeschäft, das nur auf dem Wettbewerb nach neusten Erscheinungen basierte, immer weiter. Erst nachdem neun Jahre später der Titel der Platte durch einen „Verräter“ preisgegeben wurde, konnte auch Duke Reid die zwischenzeitlich schon als Coxsone Hop bezeichnete Platte auch in seinem Soundsystem spielen.

### Vom Sound-Man zum Produzenten
Durch die Verdrängung des R'n'B in den USA herrschte in Jamaika ein Mangel neuer Platten, da man weiterhin zu gewohnten Rhythmen tanzte. Durch die gegenseitige Konkurrenz angestachelt wurden die Sound-Men, die Betreiber der Sound-Systems, zu Produzenten, und versuchten, möglichst eigene Talente, die sich in den Slums befanden, zu rekrutieren und möglichst exklusive Platten für das Sound-System zu haben. Später wandelte Coxsone die Vorstellung der Werke als einzigartiges Mittel des Wettbewerbs der Sound-System unter Einfluss eines Freundes zur bis heute üblichen Vermarktungsstrategie der Musik in Jamaika. So wird zuerst ein Dubplate erstellt, das mithilfe der Sound-Systems bekannt gemacht und Reaktionen darauf wahrgenommen wurden, bevor dann zunächst nur eine geringe Anzahl von Singles gepresst werden sollte, um einen vergleichsweise hohen Preis zu erzielen. Zuletzt wurde die Platte dann massenhaft gepresst, und deren Verkauf auch zu geringeren Preisen rentabel. Diese durchaus recht primitive Geschäftspraktik hat auch heute noch ihre Existenzberechtigung und ist ein wesentlicher Bestandteil der Kultur als Ganzes, in die sich die Musik eingliedert.
Damit war ein wichtiger Schritt auf dem Weg der Herausbildung des Reggae getan. 1963 gründete Sir Coxsone das legendäre Studio One im Westen Kingstons. Hier machten unter anderem auch Bob Marley & The Wailers im selben Jahr mit den Skatalites als Backingband ihre ersten Aufnahmen. Nach der Auflösung der Skatalites im Sommer 1965 arbeiteten die Soul Brothers und später die Soul Vendors, Sound Dimension und die Brentford All Stars als Coxsones Studioband.
Trotzdem sei der große Einfluss Coxsones auf die Entwicklung der Musik und seines persönlichen Erfolges nur eingeschränkt auf sein Genie zurückzuführen, als vielmehr auf seinen Sinn, sich immer „mit den kreativsten Köpfen zu umgeben, derer er habhaft werden konnte“ – so zum Beispiel Jackie Mittoo und Lee Perry. Außerdem sei er ein gerissener Geschäftsmann mit dem Gespür für den Wert und Zeitpunkt einer Veröffentlichung gewesen, der es zusätzlich verstanden habe, seine Künstler auszubeuten.

### Bedeutung und Werdegang des Sound-Systems
Bis in die Mitte der 1960er Jahre war Sir Coxsone Downbeat das bedeutendste Sound-System Jamaikas. Im Zuge der Herausbildung des Rocksteady übernahm der ewige Widersacher Coxsones Duke Reid wieder die musikalische Vormachtstellung. So haben beide die Entwicklung der jamaikanischen Volksmusik gefördert, das Studio One sollte jedoch „für alle Zeiten den prominenteren Platz einnehmen“.
Am 4. Mai 2004 starb Coxsone bei Arbeiten im Studio One an einem Herzinfarkt.

## Ehrungen
Im Oktober 2007 wurde Coxsone Dodd posthum der Ehrenorden Order of Distinction im Rang eines Commanders verliehen.

## Produktion (Auswahl)
- 1963: Simmer Down von The Wailers & The Skatalites
- 1964: Prince Pharoah von Delroy Wilson
- 1965: One Love von The Wailing Wailers
- 1966: Get Ready von Delroy Wilson
- 1967: I Am the Toughest von Peter Tosh
- 1968: Reggae in the Gras von Roland Alphonso
- 1968: Full Up von Sound Dimension
- 1970: Sunday Coming von Alton Ellis
- 1977: Armagideon Time von Willie Williams